# Scott Speedman

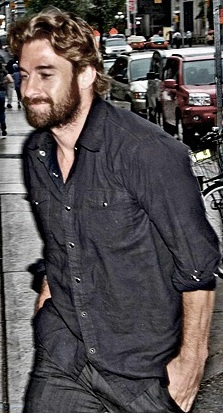
Scott Speedman

Robert Scott Speedman (ur. 1 września 1975 w Londynie) – brytyjski aktor filmowy i telewizyjny.

## Życiorys

### Wczesne lata
Urodził się w Londynie jako syn Szkotów – nauczycielki edukacji wczesnoszkolnej i atletki olimpijskiej Mary Speedman (z domu Campbell) i Roya Speedmana (1944–1999). Jego siostra Tracey zmarła na raka 8 lutego 2016. Kiedy miał cztery lata rodzina przeprowadziła się do Toronto, w prowincji Ontario. Mając dwanaście i czternaście lat znalazł się w drużynie sztafety pływackiej, która ustanowiła rekord Kanady na dystansie 400 metrów. W 1992 roku wraz z kanadyjską drużyną pływacką juniorów osiągnął dobre wyniki podczas prób olimpijskich, lecz kontuzja szyi zakończyła jego karierę sportową. Po ukończeniu Earl Haig Secondary School w Toronto, w latach 1994-1996 studiował na Uniwersytecie Toronto. Brał udział w szkolnych przedstawieniach, a jego ulubionymi aktorami byli Dustin Hoffman i Gene Hackman. Studiował aktorstwo w Showcase Theatre w Toronto i Neighborhood Playhouse w Nowym Jorku.

### Kariera
Debiutował na dużym ekranie w dramacie sportowym o hokeju na lodzie Kapitał własny (Net Worth, 1995), a rok później pojawił się w telewizyjnym biograficznym dramacie sportowym CBS o łyżwiarstwie Braterska obietnica (A Brother's Promise – The Dan Jansen Story, 1996) oraz serialu Gęsia skórka (Goosebumps, 1996).
Za rolę Bena Covingtona w serialu Felicity (1998–2002) był trzykrotnie nominowany do nagrody Teen Choice. Kreacja męża chorej na raka młodej kobiety w melodramacie Moje życie beze mnie (My Life Without Me, 2003) z udziałem Deborah Harry i Marka Ruffalo przyniosła mu nagrodę Złotej Fali na festiwalu filmów kobiecych w Bordeaux. Za postać studenta medycyny Michaela Corvina w filmie Underworld (2003) odebrał nagrodę Saturna.

## Wybrana filmografia

### Filmy fabularne
- 1995: Net Worth (TV) jako rekrut
- 1996: Braterska obietnica (A Brother's Promise – The Dan Jansen Story, TV) jako przyjaciel
- 1996: Can I Get a Witness? (TV)
- 1996: Giant Mine (TV) jako Spanky Riggs
- 1997: Ursa Major jako Jason
- 1997: Grzeczne dzieci (Kitchen Party) jako Scott
- 1997: Śmiertelny egzamin (What Happened to Bobby Earl?, TV) jako Steve Talbert
- 1997: Śmiertelna cisza (Dead Silence, TV) jako oficer Stevie Cardy
- 1997: Every 9 Seconds (TV) jako Greg
- 1998: Wybawcy: Ocalenie (Rescuers: Stories of Courage – Two Couples, TV) jako Patric (segment „Marie Taquet”)
- 2000: Tylko w duecie (Duets) jako Billy Hannon
- 2002: Policja (Dark Blue) jako detektyw Bobby Keough
- 2003: Moje życie beze mnie (My Life Without Me) jako Don
- 2003: Underworld jako Michael Corvin
- 2004: 24 dzień (The 24th Day) jako Tom
- 2005: xXx 2: Następny poziom (xXx: State of the Union) jako agent Kyle Steele
- 2006: Underworld: Evolution jako Michael Corvin
- 2007: Wizja mordercy (Anamorph) jako Carl Uffner
- 2008: Nieznajomi (The Strangers) jako James Hoyt
- 2011: Internat jako Pan Davies
- 2012: Underworld: Przebudzenie jako Michael Corvin
- 2012: I że cię nie opuszczę (The Vov) jako Jeremy
- 2014: Barefoot jako Jay Wheeler
- 2016: Underworld: Wojny krwi jako Michael Corvin

### Seriale TV
- 1995: Legendy Kung Fu jako Cam Nillson
- 1996: Nancy Drew jako Ned Nickerson
- 1996: Gęsia skórka jako oficer Madison
- 1998–2002: Felicity jako Ben Covington
- 2012–2013: Last Resort jako oficer Sam Kendal
- 2016–: Królestwo zwierząt jako Barry „Baz” Blackwell
- 2018: Chirurdzy (Grey's Anatomy) jako Nick Marsh